# 岸優太
岸優太（日语：／ Kishi Yūta，1995年9月29日—）為日本偶像、演員和歌手。經紀公司為TOBE。曾是傑尼斯事務所旗下男子偶像團體King & Prince的成員兼隊長。

## 簡歷
- 2009年7月20日，加入傑尼斯事務所。
- 2013年，加入小傑尼斯組合Sexy Boyz，與其他小傑尼斯一起活動。
- 2013年7月，出演日本電視台《假面教師》，為個人初次演戲。
- 2015年1月，與鈴木梨央擔任日本電視台《哥哥扭蛋》雙主演，為個人初次主演。
- 2015年7月，與岩橋玄樹、神宮寺勇太、平野紫耀、永瀨廉、高橋海人組成小傑尼斯組合Mr.King vs Mr.Prince，並以此組合擔任「朝日電視台．六本木新城夏季慶典 SUMMER STATION」活動的官方加油團。
- 2018年1月17日，宣佈與岩橋玄樹、神宮寺勇太、平野紫耀、永瀨廉、高橋海人組成King & Prince，並於同年5月23日發行CD《Cinderella Girl》出道。
- 2020年8月22日、23日，與井之原快彥、增田貴久、北山宏光、重岡大毅共同擔任日本電視台『第43屆24小時電視』實行委員會人員。
- 於2023年5月22日，與平野紫耀、神宮寺勇太退出組合King & Prince。並於同年9月30日，離開傑尼斯事務所[2][3]。
- 2023年10月15日，宣布加入TOBE，並與平野紫耀、神宮寺勇太組成組合「NUMBER_I」[4]。

## 出演
※ 僅列出個人出演活動，出道後團體共同參與的出演活動請參照King & Prince相關欄目。

### 電視劇
- 假面教師 （2013年7月7日 － 9月29日，日本電視台）[5]－飾演 獅子丸
- 近距離戀愛 〜Season Zero〜 （2014年7月19日 － 10月11日，日本電視台）[6]－飾演 鮎川奏多
- 哥哥扭蛋 （2015年1月10日 － 3月28日，日本電視台）[7]－主演 Toy
- 我才不會對黑崎君說的話言聽計從（2015年12月22日 － 23日，日本電視台）[8] － 飾演 梶祐介
- R的法則 特別篇 大江戶機器人（2017年11月27日 － 11月30日，NHK）[9] － 主演 安室将也
- Night Doctor（2021年6月21日 － 9月13日，富士電視台）－ 飾演 深澤新
- 必殺仕事人（2022年1月9日，朝日電視台）－ 飾演 明神亥ノ吉
- 喜歡喜愛汪汪!（2023年1月24日 － 3月28日，日本電視台）－ 主演 雪井炬太郎

### 電影
- 劇場版 假面教師（2014年2月22日上映，Showgate）[10] － 飾演 獅子丸
- 我才不會對黑崎君說的話言聽計從（2016年2月27日上映，Showgate）[11] － 飾演 梶祐介
- 偽戀（2018年12月21日上映，東寶）[12] － 飾演 舞子集
- G-Men（2023年8月25日上映[13]，東映）[14] － 主演 門松勝太

### 舞台劇
- SUMMARY 2010（2010年7月19日 － 8月29日，東京巨蛋表演廳）
  - SUMMARY 2011（2011年8月7日 － 9月11日，東京巨蛋表演廳）
- 新春 滝沢革命（2011年1月1日 － 1月27日，帝國劇場）
- 滝沢歌舞伎 2011（2011年4月8日 － 5月8日，日生劇場）[15]
- A.B.C-Zプロデュース みんなクリエに來てクリエ!2011（2011年4月29日 － 5月29日，創新劇院）
- 少年たち 格子無き牢獄（2011年9月5日 － 9月29日，日生劇場）[15]
- 帝劇 Johnnys Imperial Theatre Special「Kis-My-Ft2 with ジャニーズJr.」（2011年9月27日 － 9月29日，帝國劇場）[15]
- ジャニーズ銀座 Youの前にはMeがいる!（2012年5月18日 － 5月20日，創新劇院）
- JOHNNYS' WORLD（2012年11月10日 － 2013年1月27日，帝國劇場）
- Endless SHOCK （2013年2月4日 － 3月31日，帝國劇場；4月8日－4月30日，博多座；9月2日－9月29日，梅田芸術劇場）[16] － 飾演 ユウタ
  - Endless SHOCK （2014年2月4日 － 3月31日，帝國劇場）[17] － 飾演 ユウタ
  - Endless SHOCK（2015年2月3日 － 3月31日，帝國劇場）[18] － 飾演 ユウタ
- Live House ジャニーズ銀座 2013（2013年5月1日 － 5月30日，創新劇院）[16]
  - ジャニーズ銀座 2014（2014年4月28日 － 5月1日、5月30日，創新劇院）[19]
  - ジャニーズ銀座 2015（2015年4月24日 － 4月26日；5月30日 － 6月1日，創新劇院）[20]
  - ジャニーズ銀座 2016（2015年5月12日 － 5月15日，創新劇院）[21]
- JOHNNYS′2020 WORLD（2013年12月7日 － 2014年1月27日，帝國劇場）[16]
- JOHNNYS' Future WORLD from 帝劇 to 博多（2016年9月19日 － 9月30日，博多座）[22]
- JOHNNYS' Future WORLD（2016年10月8日 － 10月25日，梅田芸術劇場）[23]
- JOHNNYS' ALL STARS IsLAND（2016年12月3日 － 2017年1月24日，帝國劇場）[24]
- JOHNNYS' YOU＆ME IsLAND（2017年9月6日 － 2017年9月30日，帝國劇場）[25]
- JOHNNYS' Happy New Year IsLAND（2018年1月1日 － 2018年1月27日，帝國劇場）[26]
- JOHNNYS' King & Prince IsLAND（2018年12月6日 － 1月27日，帝國劇場）[27]
- DREAM BOYS（2019年9月3日 －9月27日，帝國劇場）[28] － 主演
  - DREAM BOYS（2020年12月10日 － 2021年1月27日，帝國劇場）－ 主演

### 演唱會
- Hey! Say! サマーコンサート'09 JUMP天国TENGOKU-（2009年）
- ARASHI Anniversary Tour 5×10（2009年）
- 夏休みジャニーズJr. 全員集合（2009年8月18日，東京國際論壇）
- Hey! Say! JUMP in TOKYO DOME（2009年9月13日，東京巨蛋）
- Hey! Say! 2010 TEN JUMP（2010年4月2日－4月4日，國立代代木競技場 第一體育館；5月2日 － 5月5日，橫濱體育館）
- 年末ヤング東西歌合戦!東西Jr.選抜大集合2010！（2010年11月26日、27日，NHK大廳）
- Kis-My-Ft2 Debut Tour 2011 Everybody Go（2011年）
- Hey! Say! JUMP さよなら夏休み!SUMMARYスペシャル（2011年9月18日，大阪巨蛋；9月24日 － 9月25日，東京巨蛋）
- A.B.C-Z 2011 first Concert in YOYOGI（2011年11月16日，國立代代木競技場 第一體育館）
- Sexy Zone First Concert 2012（2012年2月11日、12日，東京國際論壇大樓；2月18日、19日，梅田芸術劇場）
- Sexy Zone アリーナコンサート 2012（2012年3月29日、30日，橫濱體育館；4月1日，大阪城音樂廳）
- Johnny's Dome Theatre〜SUMMARY2012〜（2012年8月11日 － 8月15日，梅田芸術劇場；8月21日－9月2日，東京巨蛋表演廳）
- タッキー＆翼10周年記念 日本列島縦断コンサート（2012年9月8日、9日，東京巨蛋）
- フレッシュジャニーズJr. IN横浜アリーナ（2012年12月16日，橫濱體育館）
- Sexy Zone Japan Tour 2013（2013年5月4日 － 5月6日，橫濱體育館）
- Sexy Zone Concert Tour Sexy Second（2014年3月26日 － 5月6日，名古屋市綜合體育館、大阪城展演廳、橫濱體育館）
- ガムシャラ J's Party!! Vol.3（2014年4月16日 － 17日，EX Theater六本木）
- Sexy Zone Concert Tour Sexy Second（2014年5月3日 － 5月6日，橫濱體育館）
- Sexy Zone Summer Concert 2014（2014年7月23日 － 7月25日，埼玉超級體育館）
- 佐藤勝利 ソロコンサート（2014年7月29日、8月11日，東京・EX Theater六本木）
- ガムシャラ J's Party!! Vol.6（2014年12月17日 － 18日，EX Theater六本木）
- ガムシャラ!Summer Station［Team 武］（2015年7月23日 － 8月19日，EX Theater六本木）
- SUMMER STATION ジャニーズキング（2016年7月20日 － 8月28日，EX Theater六本木）[29]
- Summer Paradise 2016「#Honey♡Butterfly」（2016年8月3日 － 5日、23日－25日，東京巨蛋城表演廳）
- ジャニーズJr.祭り（2017年3月24日－26日，橫濱體育館；4月8日 － 9日，埼玉超級競技場；5月3日，大阪城展演廳）[30]
- サマステ 〜君たちが〜KING'S TRASURE（2017年7月27日 － 8月27日，EX Theater六本木）[31]
- お台場 踊り場 土日の遊び場（2017年10月28日、29日，お台場湾岸スタジオ特設会場）
- My Princess Your Prince（2017年12月26日 － 29日，品川プリンスホテル クラブeX）

### PV
- Sexy Zone
  - 《Sexy Zone》（2011年11月16日）
  - 《Lady Diamond》（2012年4月11日）－ 扮演 吸血鬼
  - 《Sexy Summerに雪が降る》（2012年10月3日）
  - 《Real Sexy！》（2013年5月1日）
  - 《バィバィDuバィ〜See you again〜》（2013年10月9日）
  - 《Cha-Cha-Cha Champion》（2015年7月1日）
- A.B.C-Z 《ABC〜5stars〜》（2012年2月1日）

### 廣告
- HOUSE食品 「粟米筒」 とんがりコーン おいしさまるごと篇（2015年7月6日）
- Premier Antiaging「DUO the Cleansing Balm」（2020年9月24日）[32]
- SERAO「38 colors mask」（2021年6月3日）

### 電視節目
- 主持／常規

| 節目名稱         | 播出日期                                                                  | 電視台     | 備註     |
| ---------------- | ------------------------------------------------------------------------- | ---------- | -------- |
| 真夜中のプリンス | 2016年4月9日 － 2018年3月31日                                             | 朝日電視台 |          |
| ジャニーズJr.dex | 2017年10月21日 － 2018年3月3日                                            | 富士電視台 |          |
| 密会レストラン   | 2019年5月5日、9月23日 2020年9月21日 2021年3月25日、12月23日 2022年3月17日 | NHK        | 主持人   |
| ザ!鉄腕!DASH!!   | 2020年8月2日 －                                                           | 日本電視台 | 固定單元 |
| 24時間テレビ43   | 2020年8月22日、23日                                                       | 日本電視台 | 主持人   |
| VS魂             | 2021年1月3日 －                                                           | 富士電視台 |          |

- 嘉賓／準常規

| 2010年－2017年                                 | 2010年－2017年 | 2010年－2017年        | 2010年－2017年 |
| 節目名稱                                       | 播出日期 | 電視台                | 備註           |
| ---------------------------------------------- | --- | --------------------- | -------------- |
| ヤンヤンJUMP                                   | 2010年3月18日、9月2日 2011年7月16日、7月23日、7月30日、8月13日、8月20日、8月27日、10月23日、10月30日、11月13日 2012年3月18日、3月25日、7月22日、8月5日、8月12日、8月19日、9月2日、12月16日 2013年2月3日 | 東京電視台            |                |
| SMAP×SMAP                                      | 2010年5月31日 | 富士電視台 關西電視台 |                |
| ザ少年倶楽部                                   | 2011年5月13日－2021年3月12日 | NHK                   |                |
| スクール革命!                                  | 2011年8月7日、8月28日、9月4日、9月25日、11月13日、11月20日、12月18日、12月25日 2012年1月8日、1月15日、1月22日、1月29日、2月5日、3月18日、3月25日、4月22日、4月29日、5月6日、5月13日、5月20日、5月27日、6月10日、7月1日、7月22日、7月29日、8月19日、9月9日、9月16日、9月23日、9月30日、11月18日、11月25日、12月2日 2013年9月1日、9月8日、9月15日、9月22日 | 日本電視台            | 伴舞           |
| Johnnys'Jr. land                               | 2011年10月2日、10月9日、10月16日、10月23日、11月6日、11月13日、12月11日、12月18日 2012年1月1日、1月8日、1月15日、1月22日、1月29日、2月5日、2月19日、2月26日、3月4日、3月11日、3月18日、4月1日、4月8日、4月22日、4月29日、5月13日、6月3日、6月10日、6月24日、7月1日、7月8日、7月15日、7月22日、8月5日、8月12日、8月19日、8月26日、9月2日、9月9日、9月16日、9月23日、10月7日、10月14日、10月21日、10月28日、11月4日、11月11日、11月18日、11月25日、12月2日、12月9日、12月16日、12月23日、12月30日 2013年1月6日、1月13日、1月27日、2月3日、2月10日、2月17日、2月24日、3月10日、3月17日 | BSスカパー!           |                |
| ガムシャラ!                                    | 2014年5月24日、5月31日、6月7日、10月4日、10月11日、12月13日、12月20日、12月27日 2015年1月10日、1月17日、3月14日、3月21日、4月25日、5月2日、5月23日、5月30日、6月6日、6月20日、8月15日、9月26日、10月3日、10月10日、10月17日、10月24日、12月5日、12月12日、12月19日、12月26日 | 朝日電視台            |                |
| ザ!世界仰天ニュース                            | 2015年2月4日 | 日本電視台            |                |
| ジャニーズバーサス!Youたちクイズしちゃいなよ!! | 2015年8月7日 | 朝日電視台            |                |
| 痛快TV スカッとジャパン                        | 2017年1月2日 | 富士電視台            |                |

| 2018年                                     | 2018年                                     | 2018年     | 2018年 |
| 節目名稱                                   | 播出日期                                   | 電視台     | 備註   |
| ------------------------------------------ | ------------------------------------------ | ---------- | ------ |
| ウチのガヤがすみません!                    | 5月22日                                    | 日本電視台 |        |
| 100年先まで残したい日本の名曲3時間SP       | 6月19日                                    | 東京電視台 |        |
| 沸騰ワード10                               | 8月10日、8月17日、8月24日、9月9日、9月14日 | 日本電視台 |        |
| メレンゲの気持ち                           | 9月22日                                    | 日本電視台 |        |
| エイキョーさん２                           | 9月30日                                    | 日本電視台 |        |
| ３秒聴けば誰でもわかる名曲ベスト100        | 9月30日                                    | 東京電視台 |        |
| 痛快TV スカッとジャパン                    | 10月15日、12月17日                         | 富士電視台 |        |
| 高専ロボコン全国大会2018                   | 11月25日                                   | NHK        |        |
| VS嵐                                       | 12月6日                                    | 富士電視台 |        |
| ネプリーグ                                 | 12月10日                                   | 富士電視台 |        |
| 人気芸能人にイタズラ!仰天ハプニング150連発 | 12月27日                                   | 富士電視台 |        |

| 2019年                                          | 2019年 | 2019年     | 2019年 |
| 節目名稱                                        | 播出日期 | 電視台     | 備註   |
| ----------------------------------------------- | --- | ---------- | ------ |
| ○○に10万円あげたらこんな使い方されちゃいました! | 1月3日 | TBS電視台  |        |
| でんじろうのTHE実験                             | 2月3日、2月17日、3月17日、4月28日、5月26日、6月8日、6月9日、6月23日、6月30日、8月18日、11月2日、11月8日、11月15日、11月29日 | 富士電視台 |        |
| 痛快TV スカッとジャパン                         | 2月18日、3月11日、6月17日                                                                                                   | 富士電視台 |        |
| 宇宙プロジェクト2019                            | 3月13日 | TBS電視台  |        |
| KinKi Kidsのブンブブーン                        | 3月16日 | 富士電視台 |        |
| 激レアさんを連れてきた                          | 3月18日 | 朝日電視台 |        |
| 満天☆青空レストラン                             | 3月23日 | 日本電視台 |        |
| 3秒聴けば誰でもわかる名曲ベスト100              | 4月7日 | 東京電視台 |        |
| 帰れマンデー見っけ隊‼                           | 5月27日 | 朝日電視台 |        |
| 林修のニッポンドリル                            | 5月29日、6月12日、7月17日                                                                                                   | 富士電視台 |        |
| ソレダメ!～あなたの常識は非常識!?～             | 6月5日 | 東京電視台 |        |
| 世界一受けたい授業                              | 6月8日 | 日本電視台 |        |
| 千鳥もビックリ!!イマドキ遍路はじめませんか?     | 6月9日 | TBS電視台  |        |
| 有吉ゼミ                                        | 6月10日 | 日本電視台 |        |
| ヒルナンデス                                    | 6月12日 | 日本電視台 |        |
| 今夜は謎トレ                                    | 6月18日 | 富士電視台 |        |
| えびチャンズー                                  | 6月22日 | 東京電視台 |        |
| 坂上どうぶつ王国                                | 6月28日 | 富士電視台 |        |
| 町の真実どっちでショー                          | 7月20日 | TBS電視台  |        |
| 樱井・有吉THE夜会                               | 8月29日、12月12日 | TBS電視台  |        |
| VS嵐                                            | 11月7日、11月14日 | 富士電視台 |        |

| 2020年                             | 2020年 | 2020年     | 2020年 |
| 節目名稱                           | 播出日期 | 電視台     | 備註   |
| ---------------------------------- | --- | ---------- | ------ |
| 逃走中                             | 1月5日 | 富士電視台 |        |
| 帰れマンデー見っけ隊‼              | 1月13日 | 朝日電視台 |        |
| 有吉のお金発見 突撃!カネオくん     | 1月18日 | NHK        |        |
| でんじろうのTHE実験                | 1月24日、2月20日、2月21日、2月28日、3月6日、4月9日、4月10日、4月24日、5月2日、5月3日、5月16日、7月10日、8月7日、9月11日、10月30日、11月13日、11月27日 | 富士電視台 |        |
| 何だコレ!?×林修ドリル              | 2月5日 | 富士電視台 |        |
| 3秒聴けば誰でもわかる名曲ベスト100 | 3月29日 | 東京電視台 |        |
| 痛快TV スカッとジャパン            | 5月11日、6月8日 | 富士電視台 |        |
| ヒルナンデス                       | 7月6日 | 日本電視台 |        |
| しゃべくり007                      | 8月3日 | 日本電視台 |        |
| 人生が変わる1分間の深イイ話        | 8月3日、11月23日 | 日本電視台 |        |
| 嵐にしやがれ                       | 8月15日 | 日本電視台 |        |
| 行列のできる法律相談所             | 8月16日 | 日本電視台 |        |
| ニノさん                           | 8月16日、12月13日 | 日本電視台 |        |
| 有吉ゼミ                           | 8月17日 | 日本電視台 |        |
| 幸せ!ボンビーガール                | 8月18日 | 日本電視台 |        |
| 日テレ系人気番組No.1決定戦         | 10月4日 | 日本電視台 |        |
| くりぃむしちゅーの！THE☆レジェンド | 11月2日 | 日本電視台 |        |
| 世界一受けたい授業                 | 11月28日 | 日本電視台 |        |
| バズってるあの場所掘ってみた       | 12月1日 | TBS電視台  |        |
| 激レアさんを連れてきた             | 12月7日 | 朝日電視台 |        |
| ひとまかせ総本山                   | 12月13日 | 富士電視台 |        |

| 2021年                            | 2021年                   | 2021年     | 2021年 |
| 節目名稱                          | 播出日期                 | 電視台     | 備註   |
| --------------------------------- | ------------------------ | ---------- | ------ |
| 一周回って知らない話              | 1月6日                   | 日本電視台 |        |
| でんじろうのTHE実験               | 1月29日、2月19日         | 富士電視台 |        |
| 近未来創世記 日本を救うヤバイ偉人 | 2月27日、3月1日          | 日本電視台 |        |
| 痛快TV スカッとジャパン           | 5月17日                  | 富士電視台 |        |
| 突然ですが占ってもいいですか?     | 5月19日                  | 富士電視台 |        |
| ホンマでっか!?TV                  | 6月16日                  | 富士電視台 |        |
| TOKIOカケル                       | 6月16日                  | 富士電視台 |        |
| 芸能人が本気で考えた!ドッキリGP   | 6月19日                  | 富士電視台 |        |
| ネプリーグ                        | 6月21日                  | 富士電視台 |        |
| ネタパレ                          | 7月2日                   | 富士電視台 |        |
| KinKi Kidsのブンブブーン          | 7月10日                  | 富士電視台 |        |
| 新しいカギ                        | 7月16日、8月6日、8月27日 | 富士電視台 |        |
| ニノさん                          | 8月15日                  | 日本電視台 |        |
| ヒルナンデス                      | 8月16日                  | 日本電視台 |        |
| 幸せ!ボンビーガール               | 8月17日                  | 日本電視台 |        |
| 満天☆青空レストラン               | 8月21日                  | 日本電視台 |        |
| 日テレ系人気番組 秋のコラボSP     | 10月3日                  | 日本電視台 |        |
| 1億3000万人のSHOWチャンネル       | 10月9日                  | 日本電視台 |        |
| 笑いをシェアしよう！れこめん堂    | 12月27日                 | NHK        |        |

| 2022年                                 | 2022年         | 2022年     | 2022年 |
| 節目名稱                               | 播出日期       | 電視台     | 備註   |
| -------------------------------------- | -------------- | ---------- | ------ |
| キスマイFOOD！！                       | 1月3日         | 富士電視台 |        |
| 裸の少年                               | 1月8日         | 朝日電視台 | VTR    |
| 芸能人が本気で考えた!ドッキリGP        | 2月5日         | 富士電視台 |        |
| 帰れマンデー見っけ隊!! 3時間スペシャル | 4月4日         | 朝日電視台 |        |
| 突然ですが占ってもいいですか?          | 4月6日         | 富士電視台 |        |
| 潜在能力テスト                         | 4月26日        | 富士電視台 |        |
| TOKIOカケル                            | 6月1日         | 富士電視台 | VTR    |
| ボーッと過ごした人の“へぇ～”ノート     | 6月4日、6月7日 | 富士電視台 |        |
| 審査員長・松本人志                     | 6月11日        | TBS電視台  |        |
| 家、ついて行ってイイですか？           | 6月15日        | 東京電視台 |        |
| 櫻井・有吉THE夜会                      | 6月16日        | TBS電視台  |        |
| 日曜日の初耳学                         | 6月19日        | TBS電視台  |        |
| NEWニューヨーク                        | 6月22日        | 朝日電視台 |        |
| 激レアさんを連れてきた。               | 6月24日        | 朝日電視台 |        |
| 世界一受けたい授業                     | 6月25日        | 日本電視台 |        |
| 世界くらべてみたら                     | 6月29日        | TBS電視台  |        |
| モニタリング                           | 6月30日        | TBS電視台  |        |
| ぐるナイ                               | 9月1日         | 日本電視台 |        |
| あしたの内村                           | 9月12日        | 富士電視台 |        |
| オモウマい店                           | 9月13日        | 日本電視台 |        |
| バナナサンド                           | 9月13日        | TBS電視台  |        |
| ホンマでっか!?TV                       | 11月2日        | 富士電視台 |        |
| ネタパレ                               | 11月4日        | 富士電視台 |        |
| ワールドドキドキビデオ                 | 12月18日       | 日本電視台 |        |

## 出版

### 雜誌
| 連載               | 連載               | 連載                                       | 連載            |
| 出版社             | 雜誌名稱           | 連載名稱                                   | 刊號            |
| ------------------ | ------------------ | ------------------------------------------ | --------------- |
| 麻布台             | Popolo             | 相思相愛♡交換ダイアリー                    | 2019年 5月號－  |
| Wani Books         | WiNK UP            | キシノシキ―岸くんの春夏秋冬考えていること― | 2019年 11月號－ |
| 東京ニュース通信社 | 週刊TVガイド       | 週刊VS魂ガイド                             | 2021年 2/5號－  |
| KADOKAWA           | 月刊ザテレビジョン | Team 魂通信                                | 2021年 5月號－  |

| 個人封面模特       | 個人封面模特         | 個人封面模特        |
| 出版社             | 雜誌名稱             | 刊號                |
| ------------------ | -------------------- | ------------------- |
| Wani Books         | WiNK UP              | 2018年 10月號       |
| 日之出出版         | FINEBOYS             | 2019年 7月號        |
| 集英社             | Myojo                | 2019年 8月號        |
| 集英社             | DUeT                 | 2019年 10月號       |
| MAGAZINE HOUSE     | an・an               | 2019年 11/20號      |
| 日之出出版         | FINEBOYS+Plus HAIR   | 2020年 春夏號       |
| MAGAZINE HOUSE     | Tarzan               | 2020年 5/14號       |
| 日之出出版         | Dance SQUARE         | Vol.38              |
| 日之出出版         | FINEBOYS             | 2020年 10月號       |
| NHK SERVICE CENTER | NHK STERA            | 2020年 9/25號       |
| MAGAZINE HOUSE     | Hanako               | 2020年 11月號       |
| NHK SERVICE CENTER | NHK STERA            | 2021年 3/26號       |
| 主婦之友社         | Ray                  | 2021年 7月號 増刊   |
| MAGAZINE HOUSE     | an・an               | 2021年 6/16號       |
| NEKO PUBLISHING    | up PLUS              | 2021年 7月號        |
| 講談社             | with                 | 2021年 8月號 特別版 |
| Brown's Books      | BARFOUT!             | 2021年 8月號        |
| 朝日新聞出版       | 週刊朝日             | 2021年 9/10號       |
| 日之出出版         | FINEBOYS+Plus BEAUTY | Vol.4               |
| 寶島社             | mini                 | 2022年 5月號 特別版 |

## 獎項
- TVnavi 日劇年度大賞 2015－新人男主角獎（哥哥扭蛋）
- 第25回 日刊體育 日劇大賞 2021年度 夏季電視劇－男配角獎（Night Doctor）
- 第27回 日刊體育日劇大賞季選 2023年度 冬季電視劇－男主角獎（喜歡喜歡汪汪）[39]

## 外部連結
- NUMBER_I - TOBE （页面存档备份，存于）
- 岸優太的X（前Twitter）
- Johnny's net > King & Prince （页面存档备份，存于）
- Johnny's net > 岸優太 （页面存档备份，存于）
- 岸優太在互联网电影资料库（IMDb）上的資料（英文）